# تين أبو طيلوني الأوراق
تين أبو طيلوني الأوراق أو تين صخري كبير الأوراق (الاسم العلمي:Ficus abutilifolia) (بالإنجليزية: Large-leaved rock fig)‏ هو نوع من النباتات يتبع جنس التين من الفصيلة التوتية.

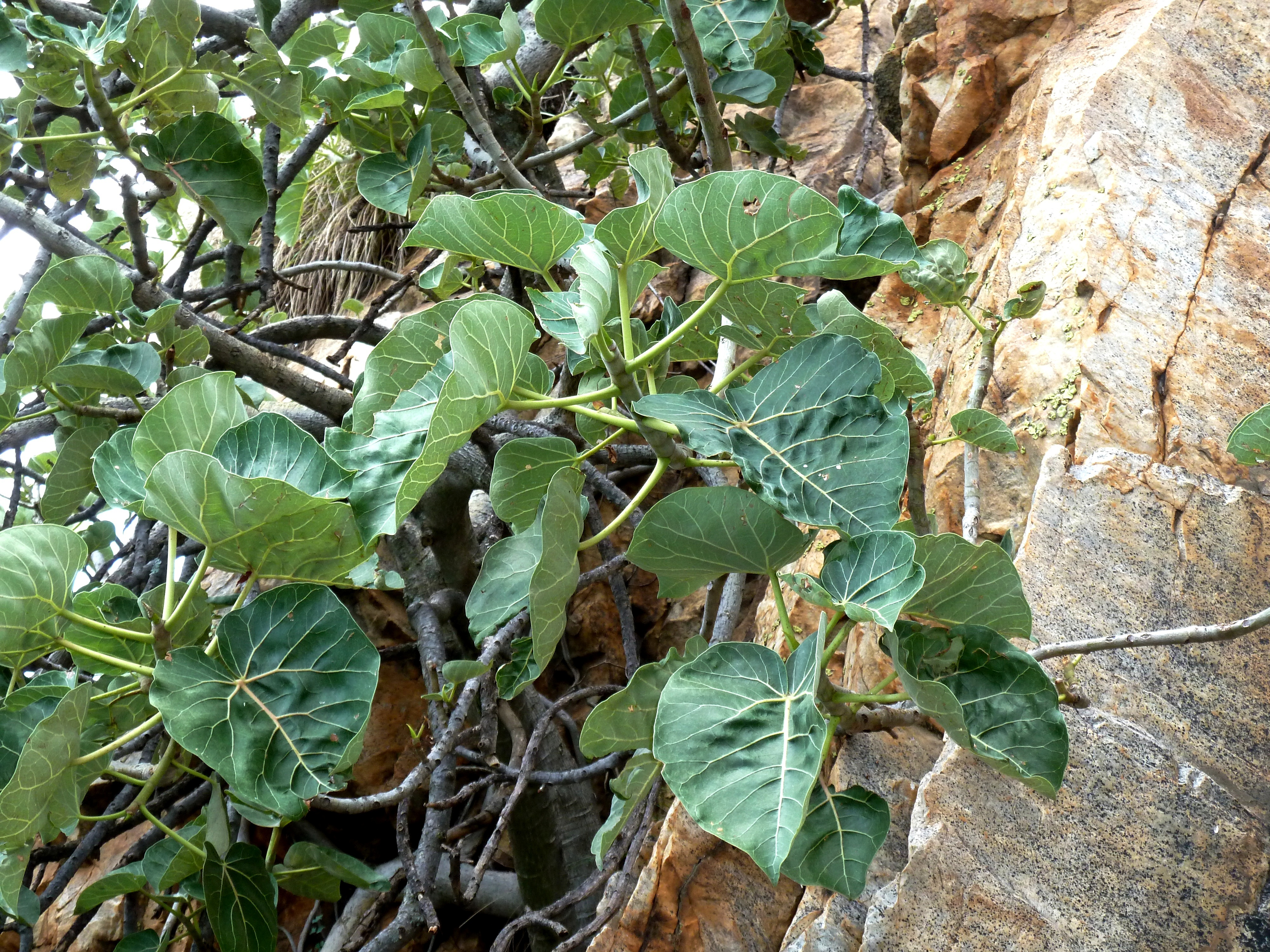
Foliage of a southern specimen
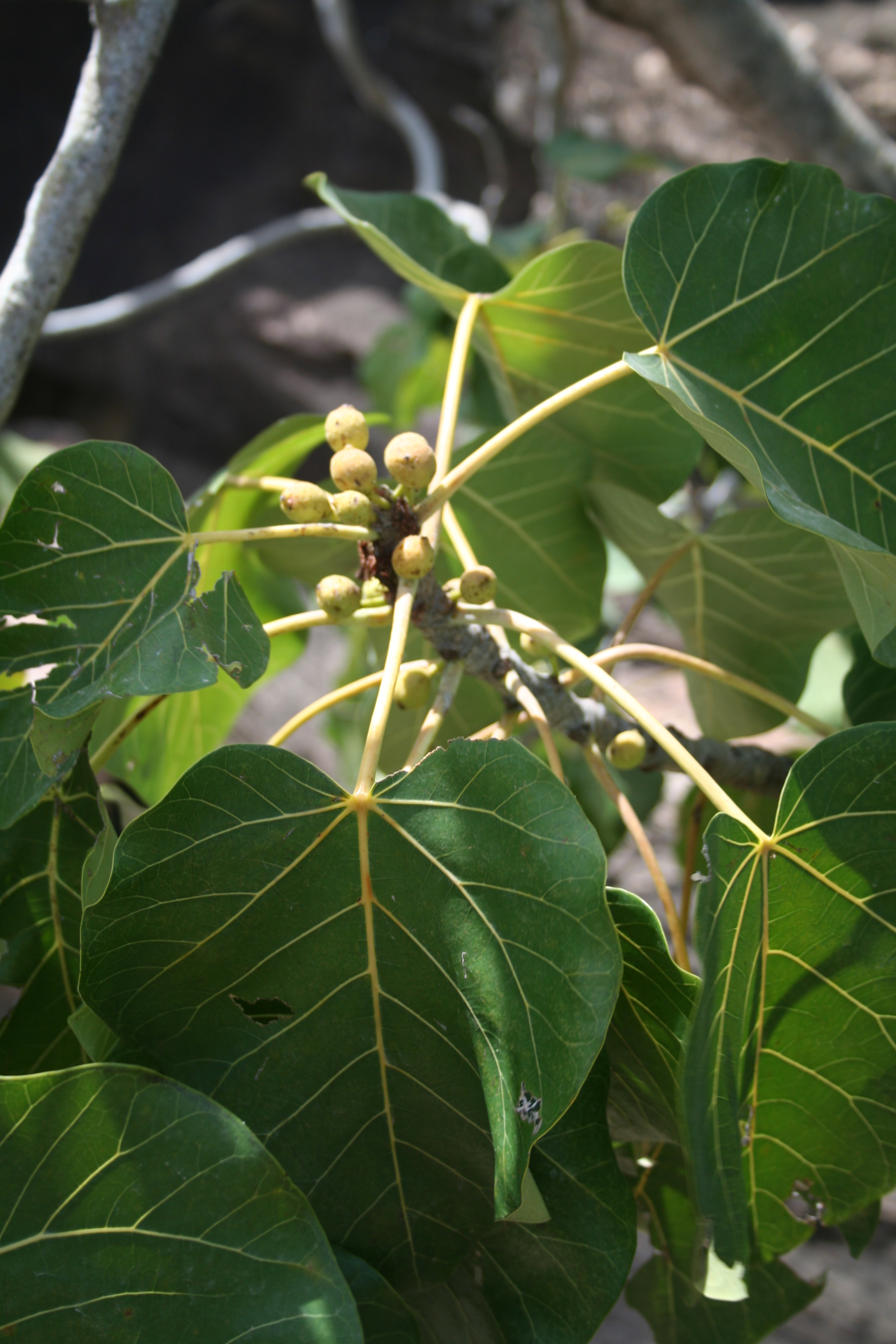
Foliage of a northern specimen
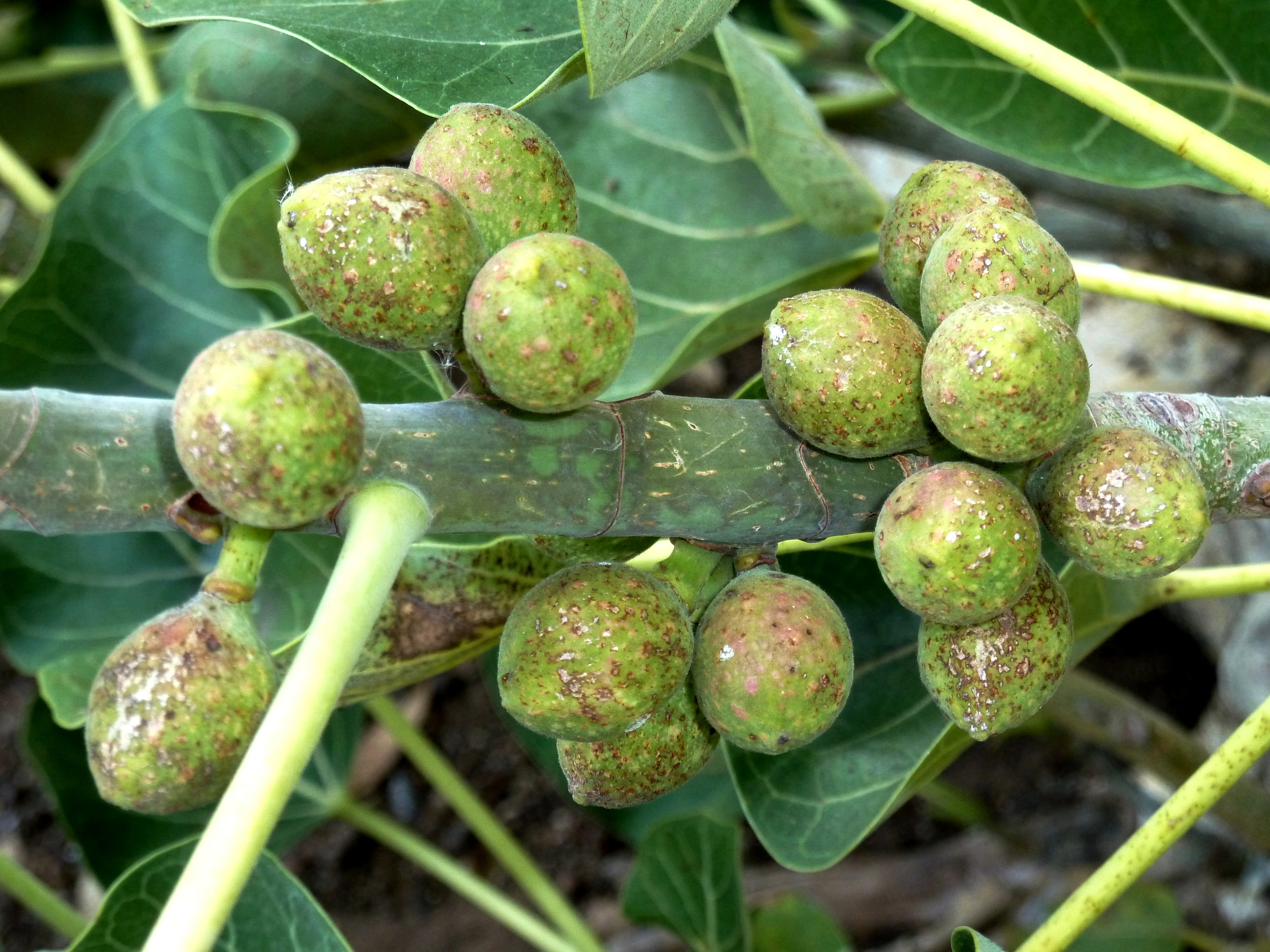
Fig arrangement